# Juan Demóstenes Arosemena
Juan Demóstenes Arosemena Barreati (Ciutat de Panamà, 24 de juny de 1879 - Penonomé, 16 de desembre de 1939) va ser un polític i escriptor panameny. Va assumir constitucionalment el càrrec de President de Panamà des de l'1 d'octubre de 1936 fins al 16 de desembre de 1939, quan va morir.